# Benagéber
Benagéber es un municipio de la Comunidad Valenciana, España. Situado en la provincia de Valencia, en la comarca de Los Serranos, forma parte de la Mancomunidad del Alto Turia. Cuenta con una población de 171 habitantes (INE 2024).

## Toponimia
El nombre de Benagéber es de claro origen árabe. El primer elemento es fácilmente identificable, y proviene de بن (bin) «hijo» o بني (banī), «hijos»; (بنو banū en árabe clásico), aunque también podría derivarse del árabe بناء (bināʾ), «construcción, casa». La identificación del segundo elemento es, sin embargo, bastante más insegura, aunque podría provenir del nombre propio جابر (Ǧābir), significando de ese modo «casa o hijos de Yábir».

## Geografía
Está situado en la cuenca media del río Turia, que cruza el término de norte a sureste. Este es sumamente abrupto y montañoso, rompiéndose solo el predominio de montaña por la presencia de algunos pequeños altiplanos o corredores intramontanos. Esta característica está justificada por la acción del Turia y varios de sus afluentes sobre materiales geológicos calizos del Jurásico y del Cretácico, junto con el intenso plegamiento experimentado. La mitad septentrional es la más accidentada: surcada por el río Túria y dos de sus afluentes por la derecha, El Regajo y La Rambla. Las principales alturas son: Valdesierra (977 m s. n. m.), Delantera (948), El Cerrillar (921) y Pico Franco (867). En la parte meridional destacan varios altiplanos como La Muela, Nieva, Cortes y Villanueva. Es, con todo, en la frontera meridional del término donde se halla el punto más elevado: en la sierra del Negrete (1252 m s. n. m.).
Entre 1933 y 1953 se construyó el embalse de Benagéber, con una capacidad de 228 hm³ y que ocupa la mayor parte del valle del Turia y parte de los del Regajo y la Rambla, es decir, casi la totalidad de los valles fluviales del término. Los únicos tramos inalterados son el curso del Turia abajo del embalse y la parte occidental de El Regajo.
Localidades limítrofes
|                 | Norte: Tuéjar |              |
| Oeste: Sinarcas |               | Este: Chelva |
|                 | Sur: Utiel    |              |

### Clima
El clima es típicamente mediterráneo (el verano es seco y la mayor parte de las precipitaciones caen en otoño), aunque los inviernos son bastante más fríos que en la costa debido a su situación orográfica y a la altitud media. Los vientos dominantes son el cierzo y el levante, este último provoca las lluvias, generalmente en octubre y abril; se producen nevadas esporádicas en enero y febrero. El verano suele ser muy cálido, con temperaturas que frecuentemente sobrepasan los 35 °C y ocasionalmente sobrepasando 39 °C, aunque durante la noche las temperaturas suelen bajar por debajo de los 20 °C debido a la altitud.

## Ecología

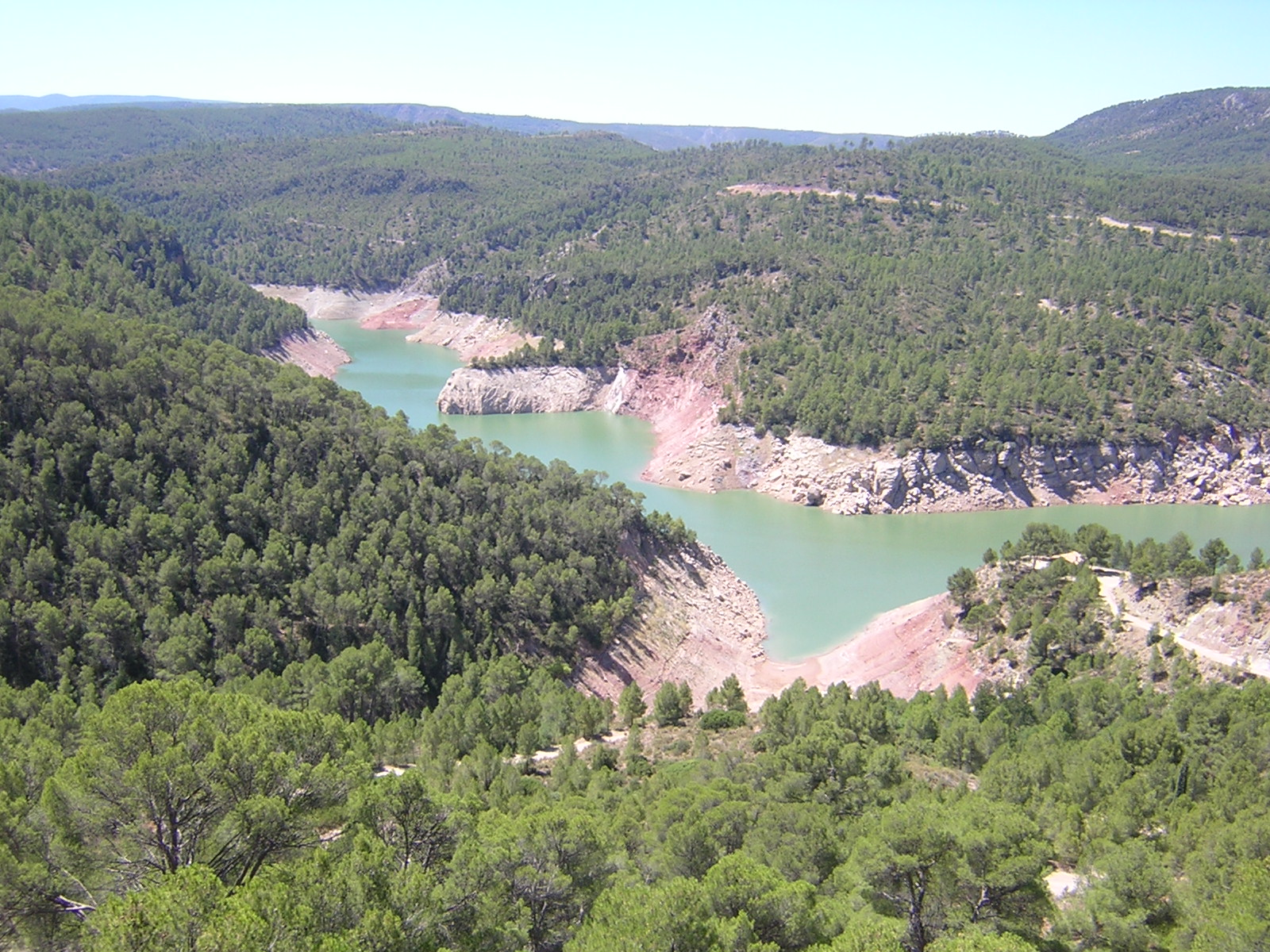
Vista aérea del embalse de Benagéber.

Las caídas hacia el Turia están ocupadas por un denso bosque tras su completo abandono agrario. Hacia el sur, el pinar comparte el terreno con bosquecillos de carrascas y algunas tierras de cultivo. Predomina el territorio forestal, representado por 5475 ha de superficie, parcialmente afectado por incendios pero aún con unas 4000 ha de bosque, en su mayor parte de titularidad pública, que constituye una fuente de ingresos y base del turismo.
Existe una reserva de animales en Valdeserrillas, e infraestructuras diversas como áreas recreativas, mientras el embalse ofrece condiciones para la pesca.

## Historia
Los primeros pobladores documentados del término de Benagéber son de la Edad del Bronce, como lo prueban los varios hallazgos cerámicos y asentamientos encontrados. Entre estos están los del barranco de Agua, en el Charco Negro, en el manantial de la Dalia y en Villanueva, aunque destacan especialmente las atalayas del Castillar y la Dalta y el poblado con necrópolis del Punto de Agua. Varios de estos núcleos siguieron ocupados por los romanos, pero aparentemente fueron finalmente abandonados a favor del valle fluvial, donde había establecida una alquería en época musulmana. En 1255 las tropas de Jaime I tomaron la alquería de Beni-Gever, que fue donada a Alfonso de Jérica y dependió de Chelva hasta 1534. En 1609 se expulsó a las noventa familias de moriscos que vivían en la zona. Dado el despoblamiento casi total, Jaime Ladrón de Pallás (conde de Sinarcas y, a la sazón, señor de Benagéber) hubo de otogar carta de repoblación el 25 de mayo de 1610. En dicha carta, documento más antiguo conservado en el archivo municipal de Benagéber, el nombre del lugar aparece como Benaxebe.
Benagéber formó parte del Ducado de Villahermosa hasta principios del siglo XIX. Si bien la mayoría de los conflictos armados tuvieron poca o nula relevancia en Benagéber, queda constancia de que durante la primera guerra carlista la localidad se vio hostigada por los grupos de Pepe «el Ama» y del «Fraile de la Esperanza». En el Diccionario de Madoz (1845-1850) aparece la siguiente descripción, con información sobre el antiguo núcleo de Benagéber y su término en el siglo XIX:

Lugar con ayuntamiento en la provincia [...] de Valencia (13 leguas) [...] Situado á la izquierda del río Guadalaviar o Turia en un llano que se estiende en las faldas meridionales de un cerro, [...] circuido de elevadas montañas. [...] Tiene 70 casas antiguas y de no muy buena fábrica, que se distribuyen en 2 calles y una reducida plaza, la del ayuntamiento, otra del Excelentísimo Señor duque de Villahermosa, una iglesia parroquial (La Purísima Concepción) [...] y un cementerio al N del pueblo bastante ventilado, sin que perjudique la salud pública. En sus afueras se encuentran dos ermitas bajo la advocación de Sta. Ana y San Isidro, sita la primera en la masía de Villanueva, que tiene 6 moradores y la segunda en la de Nieva. [...] Se halla cuasi todo [el término] sembrado de elevados y escabrosos montes, poblados de pinos, carrascas, chaparros, madroños y matas bajas, en cuya maleza se guarecen muchos lobos y otros animales. [...] El terreno [...] es generalmente de secano, de no muy buena calidad, fertilizando el río Turia unas 10 hanegadas de huertas, cuyas aguas se toman por medio de una presa formada de leños y ramajes de 16 palmos de altura y 200 de estensión, la cual es insegura y no resiste á las grandes y frecuentes avenidas. [...] Tres caminos salen del pueblo en dirección á Tuejar, Sinarcas y Chelva, los cuales son más bien unos malos senderos en estremo penosos, empezando desde este último punto la carretera que por Liria conduce á Valencia. [...] Produce trigo, cebada, avena, centeno, maíz amarillo, vino, alubias, patatas y hortalizas; sostiene ganado de toda especie, siendo más preferido el cabrío, y hay caza de venados, corzos, cabras monteses, perdices, conejos y liebres. Industria: la agrícola, un molino harinero, un horno de pan cocer, ocupándose también algunos vecinos en la conducción de maderas á Valencia por medio de las grandes avenidas del río mencionado. Población: 71 vecinos, 280 almas [...]
Diccionario de Madoz

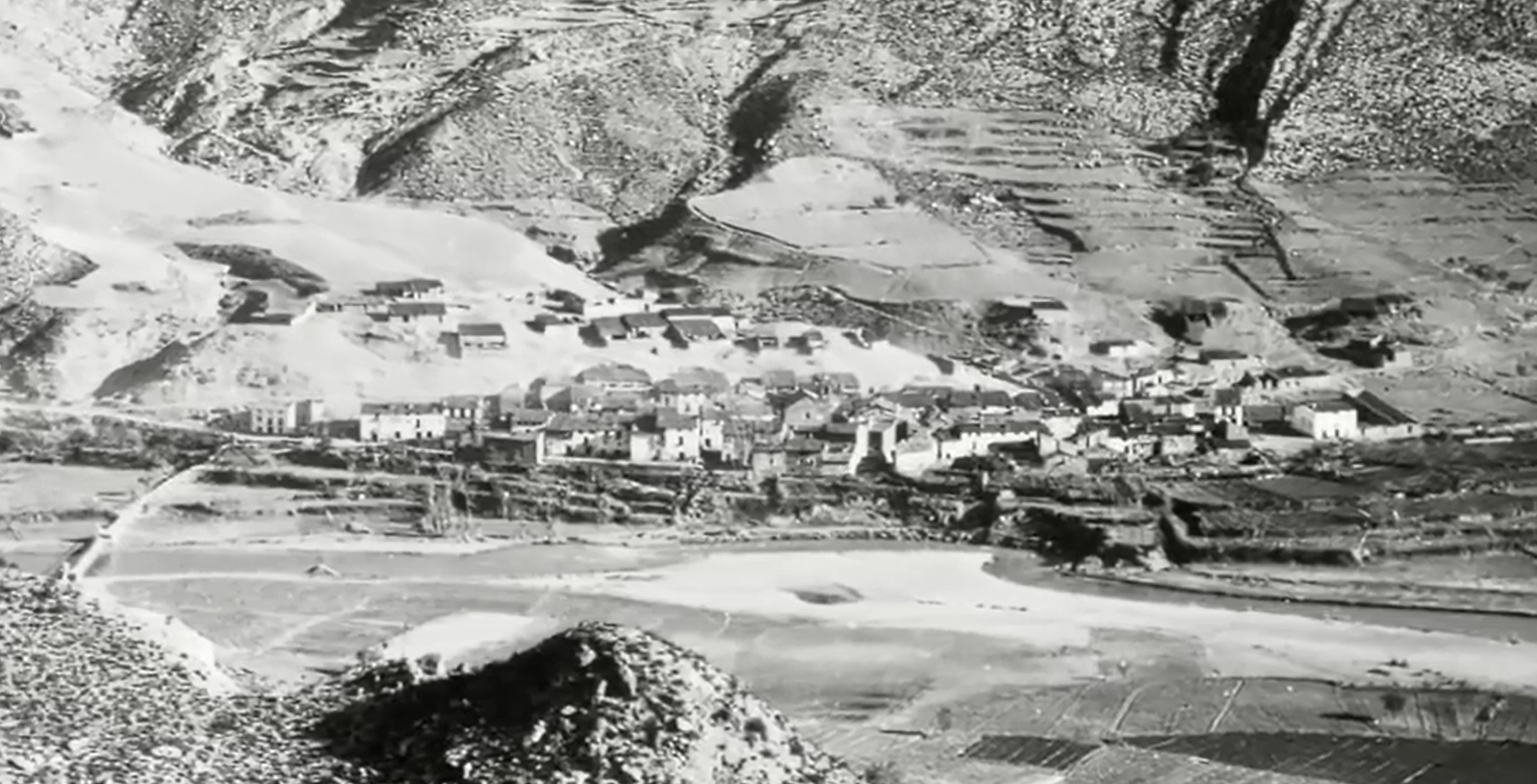
Vista general del pueblo antiguo de Benagéber alrededor de 1935.

La población de Benagéber era de 656 habitantes en 1910, aunque su mayor pico lo alcanzó a finales de la década de 1940 cuando, con motivo de la construcción del embalse de Benagéber, la población llegó a los 1800 habitantes, la mayoría de ellos censados en el recién construido poblado del Pantano. La historia reciente de Benagéber queda así unida a la de la construcción dicho embalse. Fue el 6 de abril de 1932 cuando se firmó el Acta de principio de las obras, que estableció la pronta desaparición del núcleo tradicional de la localidad. Las obras, no obstante, se retrasaron debido al estallido de la Guerra Civil. Al avanzar las obras, se abandonó definitivamente el pueblo y varias otras construcciones aisladas como el Molino del Regajo, la central eléctrica y alguna vivienda además de la huerta e incluso de algunos secanos próximos.
Se decidió construir un nuevo núcleo en el pequeño valle que se abría junto a la aldea de Nieva, a unos 5 km del antiguo pueblo, y en 1943 el ayuntamiento ya estaba operativo en su nueva sede, a aproximadamente 1 km de dicha aldea. Este emplazamiento se eligió con la idea de que, si se subía agua del embalse para bonificar las tierras, el valle se podría convertir en una huerta al menos tan fértil como la inundada. Sin embargo, dicha subida de aguas nunca llegó a efectuarse.
Al quedar el antiguo pueblo completamente cubierto por las aguas, solo algunas familias se instalaron en el nuevo núcleo. Otras permanecieron en el poblado del Pantano y las aldeas del término. Sin embargo, la mayoría de la población, que había perdido sus tierras bajo las aguas del embalse, se trasladó a otras dos ubicaciones también diseñadas de nueva planta por el Instituto Nacional de Colonizaciones: San Antonio de Benagéber, entonces en el término de Paterna y hoy municipio independiente; y San Isidro de Benagéber, barriada de Moncada. En 1947 ya eran 480 los habitantes trasladados a dichos emplazamientos.

## Demografía
Benagéber cuenta con una población de 171 habitantes (INE 2024).
| Gráfica de evolución demográfica de Benagéber entre 1842 y 2021                                                     |
| |
| Población de derecho según los censos de población del INE Población de hecho según los censos de población del INE |

Benagéber contaba con menos de 100 habitantes a principios del siglo XVIII, que ya eran 265 en 1787, y tras una fase de expansión agraria alcanzó los 656 en 1910. En 1920, antes del inicio de las obras del embalse, la población se distribuía de la siguiente manera: 393 personas en el pueblo, 98 en Cortes, 65 en Nieva, 53 en Villanueva y unas 30 en masías aisladas. Durante los años siguientes, y pese al éxodo rural, la construcción del embalse originó un crecimiento acelerado, llegándose a los 1851 residentes en 1950. De estos, con todo, solo 109 habitantes residían en el nuevo núcleo de Benagéber, mientras que la mayoría (1159) lo hacían en el poblado del Pantano y el resto en las aldeas. Se contabilizan en este censo, además, a los 480 habitantes que ya habían sido desplazados a San Antonio de Benagéber y San Isidro de Benagéber.
Así pues, tras la puesta en funcionamiento del embalse, solo unos pocos habitantes se asentaron en el nuevo núcleo, quedándose otras en el poblado del Pantano y las aldeas. Por ello, los residentes eran solo 547 en 1960. En 1970 Cortes y Villanueva se despoblaron por completo, y en 1981 la población del municipio era de 145 habitantes. Este ritmo se ha invertido ligeramente desde entonces, contando en 2013 el municipio con 216 habitantes.
La población se encuentra actualmente repartida en dos núcleos: la capital municipal (que engloba a la aldea de Nieva) y Pantano de Benagéber (conocido también como Poblado del Pantano o Las Colonias).

## Economía
La economía ha sido esencialmente agrícola hasta recientemente. En la actualidad las tierras de cultivo, incluidos barbechos, se reducen a 680 ha, concentradas en los corredores y altiplanos meridionales, unas 225 de ellas ocupadas por cereales, básicamente cebada, y otras 170 de viñedo. La cooperativa San Isidro procesa una parte importante de la producción vinícola. Además, existe alguna explotación ganadera gestionada a tiempo parcial.
El turismo también es una industria importante para Benagéber. Está considerado municipio turístico de la provincia de Valencia y, por ello y la calidad medioambiental de la zona, se llevan a cabo un buen número de actividades de corte turístico: senderismo, campamentos, aulas de naturaleza, cursos, etc. Complementariamente, el extenso patrimonio forestal constituye una fuente de riqueza y generación de empleo, puesto que permite la ocupación de brigadas forestales (mantenimiento, vigilancia y extinción incendios).

## Comunicaciones
El término municipal de Benagéber está atravesado por la carretera CV-390, que enlaza al norte con la autovía CV-35 (Valencia-Ademuz) y al sur con la A-3 (Valencia-Madrid). Al núcleo principal se accede desviándose por la CV-3930 desde la CV-390. Además, cruza parte del término un tramo del sendero de largo recorrido GR7/E4.

## Urbanismo

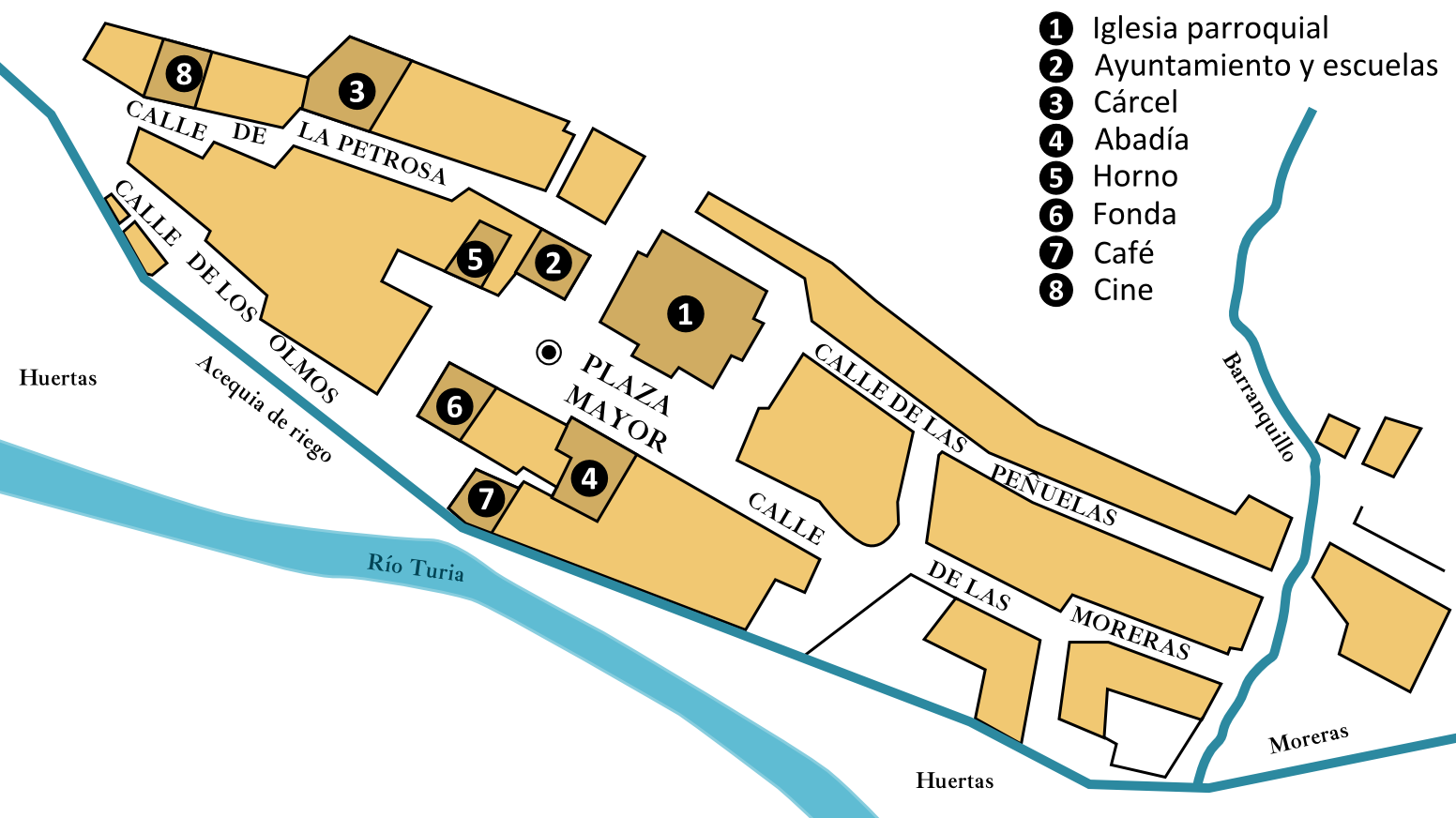
Trazado del antiguo Benagéber en 1940.

El antiguo Benagéber estaba situado en el margen izquierdo del río Turia, en un estrecho valle totalmente inundado en la actualidad por las aguas del embalse, cuya presa se construyó apoyándose sobre las hoces que marcaban el extremo sudeste del valle. Antes del despoblamiento se trataba de un núcleo reducido y alargado estructurado a lo largo de dos calles longitudinales al curso del río Turia. Aproximadamente en el centro se encontraba la plaza Mayor, a la que se abrían la iglesia parroquial, el ayuntamiento y las escuelas, entre otros. El cementerio se hallaba a unos cientos de metros al norte de la población.
El actual núcleo de Benagéber se levanta junto a la antigua aldea de Nieva, en el pequeño valle homónimo. Se construyó hacia 1950 con calles de trazado ortogonal y casas de una o dos plantas, lo que le da rasgos de pueblo de colonización. El conjunto original se articulaba totalmente en torno a una plaza central cuadrangular, en la que se levantan los edificios del Ayuntamiento, el colegio y la iglesia. A partir de este núcleo, que conserva la denominación de las calles del antiguo pueblo, se desarrolló en las décadas de 1980 y 1990 un ensanche de viviendas, en su mayor parte destinadas a segunda residencia. En el extremo sur se encuentran el polideportivo municipal y la piscina.

## Administración y política
| Periodo   | Nombre                   | Partido   |
| --------- | ------------------------ | --------- |
| 1979-1983 | José Iñiguez Cremades    | UCD       |
| 1983-1987 | Miguel Llovera Hernández | PSPV-PSOE |

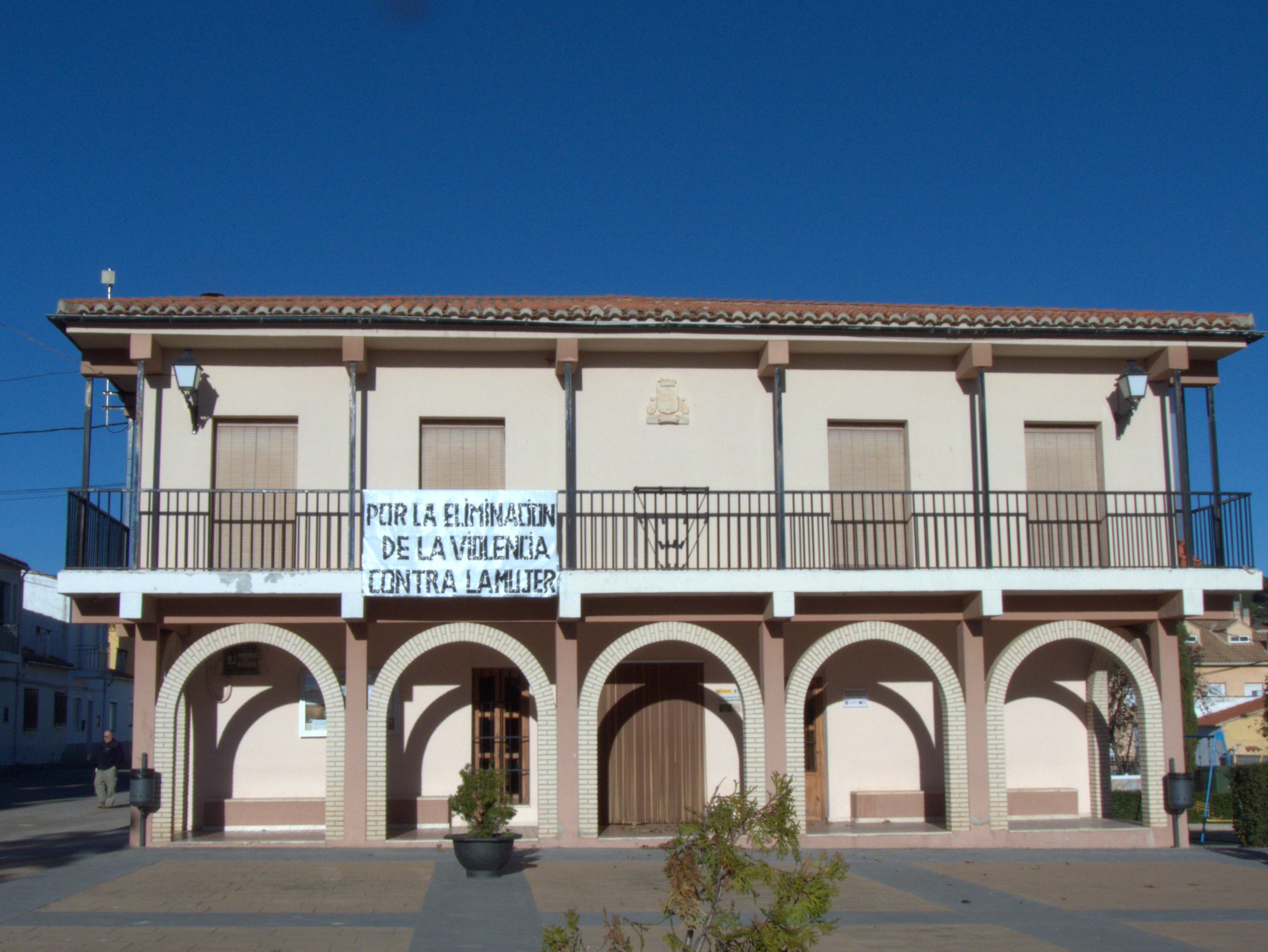
Ayuntamiento de Benageber

| 1987-1991 | Manuel Illueca           | PP        |
| 1991-1995 | Manuel Iilueca           | PP        |
| 1995-1999 | Eusebio Caballero        | PP        |
| 1999-2003 | Eusebio Caballero        | PP        |
| 2003-2007 | Félix Íñiguez Cuevas     | PP        |
| 2007-2011 | Rafael Darijo Escamilla  | PSPV-PSOE |
| 2011-2015 | Rafael Darijo Escamilla  | PSPV-PSOE |
| 2015-2019 | Rafael Darijo Escamilla  | PSPV-PSOE |
| 2019-2023 | Rafael Darijo Escamilla  | PSPV-PSOE |
| 2023-act. | Rafael Darijo Escamilla  | PSPV-PSOE |

## Patrimonio

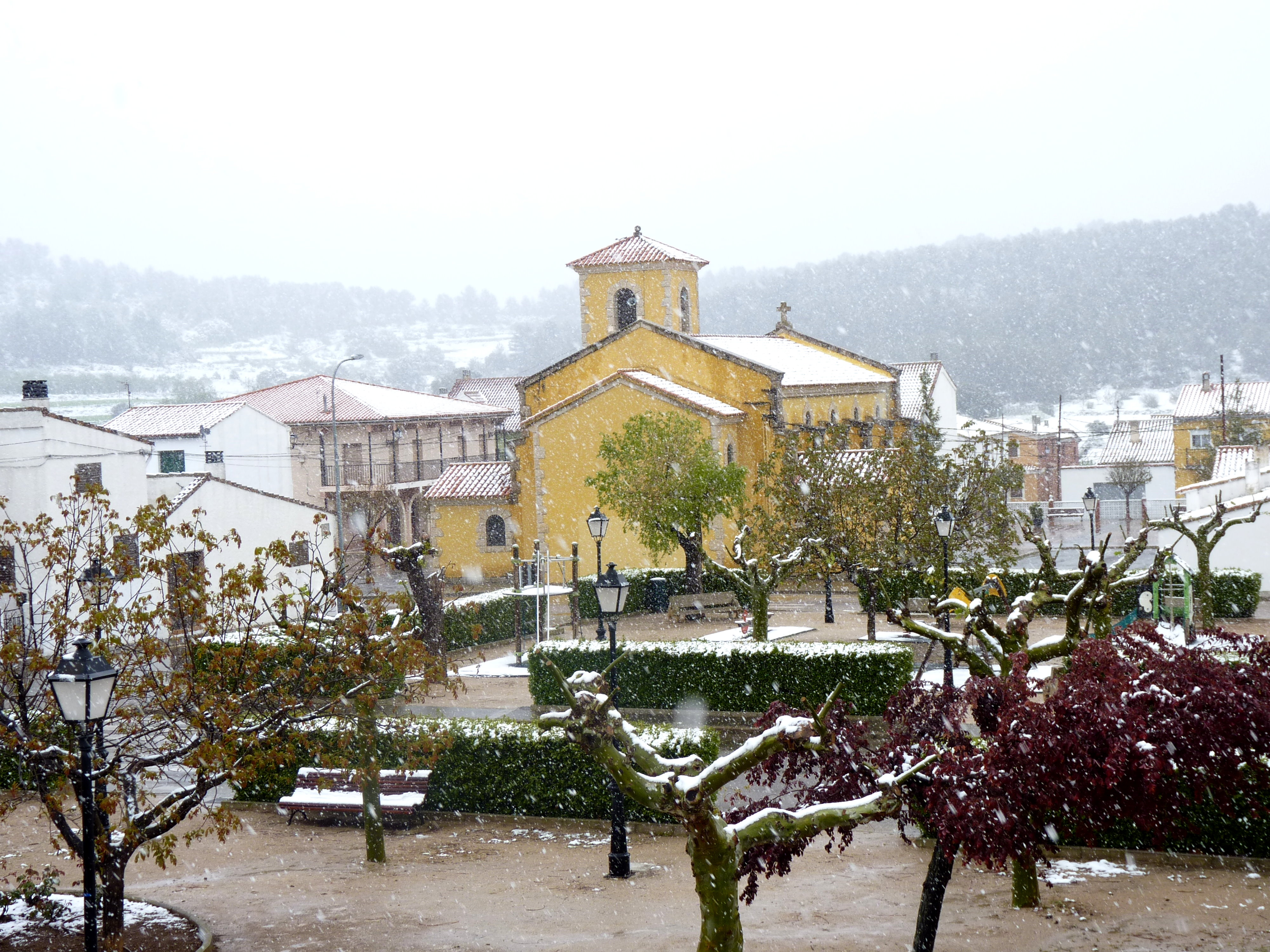
Vista de la parte trasera de la iglesia de la Inmaculada Concepción y el parque adyacente durante una nevada.

### Patrimonio natural
- Pantano de Benagéber.
- Paraje de «La Pardala».
- Reserva Natural de Flora y Fauna de Valdeserrillas.
- Fuente Muñoz: paraje desde el que parte el barco solar de Benagéber, realiza cruceros por el embalse y a la Reserva de Animales de Valdeserrillas.
- Charco Negro. Pozas Naturales, área de pícnic, fuente de los picos...
- Sendero. Multitud de senderos importantes recorren Benagéber, desde el GR7 hasta numerosos senderos de diferentes niveles.
- Forma parte del ALTO TURIA, zona declarada como Reserva de la Biosfera por la Unesco en junio de 2019.

### Patrimonio arquitectónico
- Iglesia de la Inmaculada Concepción: se comenzó a construir en 1953 y se inauguró en 1954.[2][6] Es una construcción exenta en cemento y cadenas de ladrillo, cuya fachada se abre a la plaza del nuevo núcleo de Benagéber. La planta es rectangular, con pilastras que encuadran capillas laterales poco profundas y retablos modernos. Adosada a los pies se levanta la torre-campanario de cemento, con esquinas de sillar.[14]
- Iglesia de Nuestra Señora del Pilar: se ubica en el poblado del Pantano, en torno a un frondoso pinar. Construida en 1950 en cemento con cadenas de ladrillo, tiene adosada a la derecha la casa del párroco. La fachada es de frontón curvilíneo, rematado en el vértice con una sencilla espadaña y un óculo sobre la puerta. La ornamentación es moderna.[15]
- Ermita de San Isidro: ubicada en la aldea de Nieva, se trata de una antigua ermita, del siglo XIX,[8] remozada poco antes de que el embalse inundara el antiguo núcleo. Es una pequeña construcción de mampostería con tejado a dos aguas, puerta adintelada y planta cuadrada. Alberga en su interior la imagen de San Isidro que se encontraba en la antigua iglesia parroquial.[16]

### Patrimonio desaparecido
- Antigua iglesia de la Inmaculada Concepción: actualmente en estado ruinoso bajo las aguas del embalse, se trataba de una estructura sencilla, con siete capillas y torre adosada. Se construyó alrededor del siglo XVIII sobre otra anterior que se había derrumbado.[7]

## Cultura

### Fiestas
- San Antón: se celebra la noche del 16 de enero[17] para los residentes en Benagéber y de nuevo el sábado posteriormente inmediato para que puedan acudir el resto de habitantes del término municipal.[cita requerida]
- San Isidro Labrador: se celebra el 15 de mayo.[17]
- Feria de Los Pueblos Amigos: se celebran el fin de semana más próximo al 15 de mayo (día de San Isidro), con participación de diversas localidades vinculadas a Benagéber, que exponen sus productos locales.[18]
- Fiestas Patronales: se celebran en torno al 15 de agosto en honor de la Asunción de la Virgen, San Roque y los Santos de la Piedra.[17]

### Gastronomía
De entre los platos típicos de la localidad destacan los gazpachos, las gachas y la olla serrana.